# Petrus Groenia

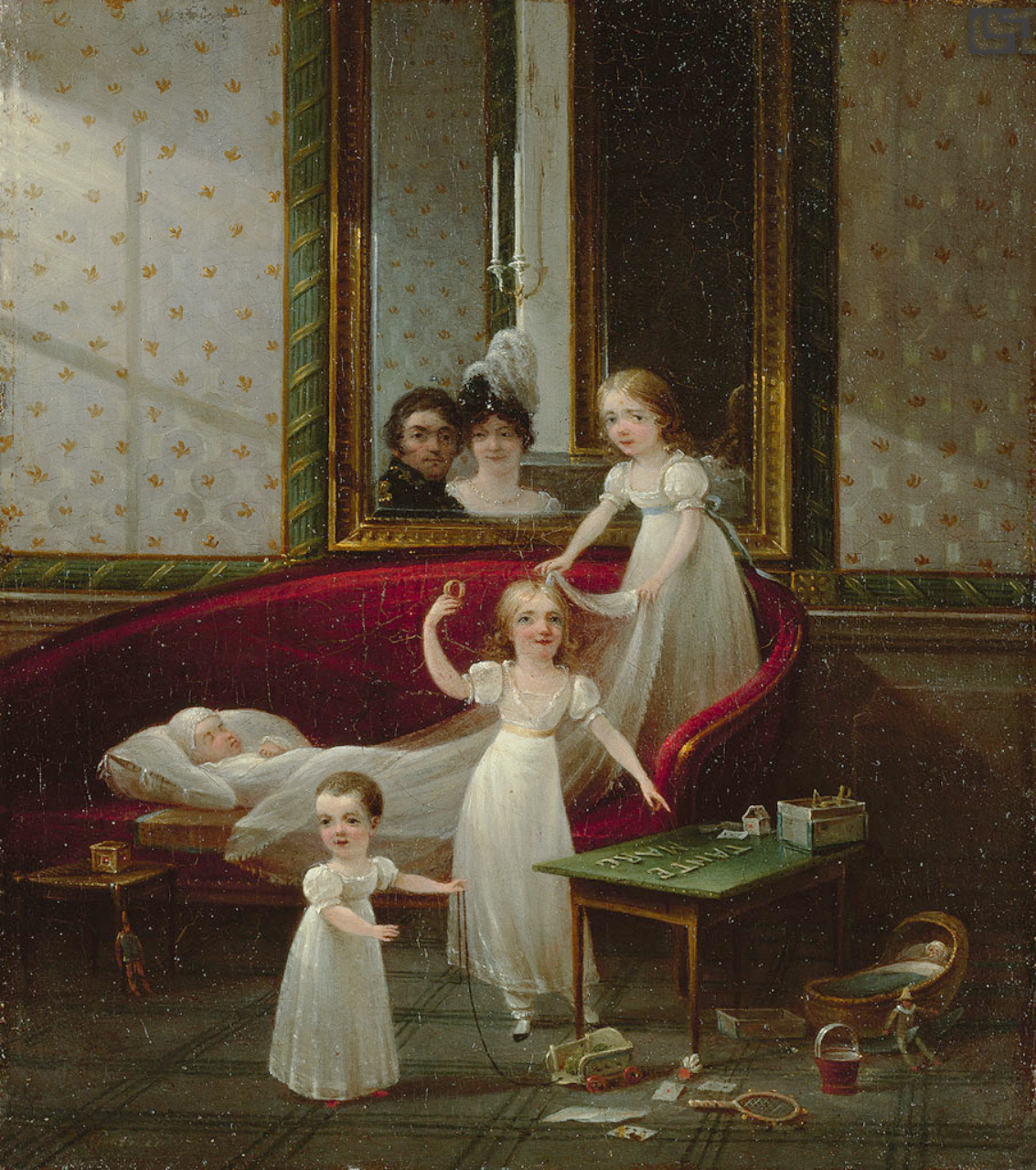
Cornelis Alewijn und seine Frau Wilhelmina Olowina Degerman mit ihren Kindern

Petrus Groenia  (* 5. Oktober 1769 in Makkum; † 1. Juli 1844 in Koudekerk aan den Rijn in der Gemeinde Alphen aan den Rijn) war ein niederländischer Schlachten-, Historien- und Genremaler. 
Petrus Groenia wurde als Sohn von Jan Groenia und Saitske Broeksma geboren. Er wurde Schüler des Porträtmalers Hermanus Wouter Beekkerk (1756–1796) in Leeuwarden. Nach der Malerlehre meldete er sich als Freiwilliger 1787 zum Militärdienst und wurde am 3. August des Jahres zum 2. Leutnant des 1. Infanterieregiments von Friesland ernannt. Am 30. Juni 1796 wurde er zum 1. Leutnant der friesischen Garde ernannt.
Er musste aber mit anderen friesischen Patrioten nach Frankreich fliehen, zuerst nach Dünkirchen und dann nach Saint-Omer. Als Soldat lebte er lange in Frankreich, heiratete dort Johanna van Altena, malte und zeichnete weiter. 1797 kehrte in die Niederlande zurück. 
Er ging 1802 als Kapitän nach Surinam und kehrte 1804 nach Holland zurück. Nach dem Tode seiner Ehefrau heiratete am 15. März 1805 Coenradina Susanna Haagen.
Er nahm an den Feldzügen gegen Spanien (1810–1814) teil. Als Oberst kämpfte er auf französischer Seite 1815 in der Schlacht bei Waterloo. 
Er wurde bei Napoleons Rückkehr zum Oberst eines Linieninfanterieregiments und auch zum Ritter der Ehrenlegion ernannt. 
Er wurde am 25. Oktober 1815 aus dem Dienst entlassen. 
Während des belgischen Aufstands 1830 wurde er in Gent stationiert und gehörte dem Verteidigungsrat an, der bald gezwungen war, die Stadt und die Burg den Rebellen zu übergeben. Anschließend befehligte er als Oberst die 2. Division.
Nach der Trennung von Belgien 1830 verließ er den Dienst. Er widmete sich ausschließlich der Schlachten-, Historien- und Genremalerei.